# Rivka Carmi
Rivka Carmi (en hebreo: רבקה כרמי‎) (Zikhron Ya'akov, 1948) es una pediatra y genetista israelí. Fue Presidenta de la Universidad Ben-Gurion del Negev (BGU) desde mayo de 2006 hasta diciembre de 2018. Carmi es la primera mujer nombrada presidenta de una universidad israelí.

## Trayectoria
Carmi nació en Zikhron Ya'akov, Israel. Su madre, Zipora, era trabajadora social. Su padre, Menajem, era contable, pintor y arqueólogo aficionado. Murió cuando Carmi tenía 14 años.
Carmi fue oficial de las Fuerzas de Defensa de Israel y comandante de la escuela de formación de oficiales académicos. Durante la guerra de Yom Kipur, ayudó a crear la unidad de contabilidad de desaparecidos en acción (MIA) en las FDI.
Carmi se graduó en la Facultad de Medicina Hadassah de la Universidad Hebrea de Jerusalén. Completó una residencia en pediatría y una beca de investigación en neonatología en el Centro Médico de la Universidad de Soroka y una beca adicional en genética médica en el Boston Children's Hospital y la Escuela de Medicina Harvard.

## Carrera médica y académica
La investigación de Carmi se centró principalmente en la delimitación de las manifestaciones clínicas y las bases moleculares de las enfermedades genéticas en la población árabe - beduina del Néguev.  Autora de más de 150 publicaciones en genética médica, su investigación incluyó la identificación de doce nuevos genes y la delimitación de 2 nuevos síndromes, uno de los cuales fue nombrado Carmi Síndrome. La primera publicación académica de Carmi (1977) describió una acumulación de campanas de oxígeno, cunas e incubadoras de dióxido de carbono en posible relación con el fenómeno del síndrome de muerte súbita del lactante. Sus proyectos de extensión comunitaria tenían como objetivo prevenir enfermedades hereditarias y promover la educación de las mujeres en la comunidad beduina. Estuvo involucrada en el establecimiento de iniciativas de biotecnología en la Universidad Ben-Gurion del Negev y trabajó como directora interina del recién creado Instituto Nacional de Biotecnología en el Negev.
Fue Presidenta de la Universidad Ben-Gurion del Negev (BGU) desde mayo de 2006 hasta diciembre de 2018. Fue precedida por Avishay Braverman y le siguió en el cargo Daniel Chamovitz.

## Cargos públicos
Carmi es miembro del Consejo Asesor de la Fundación Premio Génesis. También fue miembro fundadora del Consejo Científico Reino Unido-Israel y fue su copresidenta junto con el profesor Raymond Dwek en los años 2010-2017. El 4 de abril de 2013, la ministra de Justicia, la diputada Tzipi Livni, nombró a Carmi para formar parte del Comité Rivlin. La comisión examinó el acuerdo de compensación para los trabajadores de la instalación de investigación nuclear de Dimona que habían estado expuestos a radiaciones ionizantes y fueron diagnosticados de cáncer.
En mayo de 2014, Carmi fue nombrada miembro del Locker Committee que examinó el presupuesto de defensa nacional de Israel. En 2011 fue nombrada presidenta del Comité de Promoción y Representación de la Mujer en las Instituciones de Educación Superior (Equipo Carmi). En 2015 encabezó el grupo de trabajo de la Asociación Médica Israelí creado para estudiar la situación de la mujer en la medicina.

## Reconocimientos
- En 2001 le fue otorgado el Premio a la Trayectoria otorgado por la organización Yated para niños con síndrome de Down
- En 2002 obtuvo el Premio por la Paz del Programa de Intercambio Científico Internacional de Canadá (CISEPO), en el que se desempeñó como representante de los decanos médicos israelíes.
- En 2003 le fue dado el Premio a los logros en medicina otorgado por el municipio de Beer-Sheva
- En 2008 le fue concedido el Premio Mujeres Distinguidas de la Organización Sionista de Mujeres de América Hadassah.
- En 2009 se le otorgó el Premio a la excelencia de la Asociación de Pediatría Ambulatoria de Israel (IAPA).[37]
- En 2010 obtuvo la Beca honoraria del Centro Interdisciplinario (IDC) en Herzliya.[38]
- En 2013 fue nombrada Doctor honoris causa por la Universidad de Dalhousie, Halifax, Canadá[39]
- En 2015 fue nombrada una de las 100 mujeres de la BBC.[40]
- En 2015 fue nombrada Comendador Honorario de la Orden del Imperio Británico (CBE).[41]
- También en 2015 obtuvo el Reconocimiento Paul Harris Fellow, Rotary
- En 2016 fue uno de los 100 Judíos Premiados por el periódico semanal The Algemeiner.[42]
- En 2019 fue nombrada Doctor honoris causa por la Universidad Brandeis, Massachusetts.[43]